# 長崎県特別支援学校の廃校一覧
長崎県特別支援学校の廃校一覧（ながさきけんとくべつしえんがっこうのはいこういちらん）は、長崎県の特別支援学校の廃校の一覧。対象となるのは学制改革（1947年）以降に廃校となった特別支援（旧 養護）学校と分校である。なお、名称は廃校当時のもの。また休校中の学校は公式には存続していることとなっているが、現在休校中の学校は事実上廃校となっている場合が多いため、便宜上本項に記載する。

## 長崎市
- 長崎県立三和養護学校（さんわ、1989年 当時は西彼杵郡三和町、長崎県立鶴南養護（現特別支援）学校が跡地に移転）

## 佐世保市
- 長崎県立野崎養護学校（のざき、2007年 長崎県立佐世保養護（現特別支援）学校へ統合）
- 長崎県立佐世保ろう学校（2006年に長崎県立ろう学校佐世保分校に、2019年に長崎県立ろう学校佐世保分教室となる）

## 諫早市
- （私立）みさかえ養護学校

（1998年 設置者変更で、長崎県立久原養護学校みさかえ分校→2002年 長崎県立虹の原養護（後に特別支援）学校みさかえ分校→2015年 長崎県立諫早特別支援学校みさかえ分教室に改称）
- 長崎県立諫早特別支援学校みさかえ分教室（2018年）

## 雲仙市
- 長崎県立島原養護学校南串山分校（みなみくしやま、2005年 長崎県立島原養護（現 特別支援）学校南串山分教室になる）